# Ruben Riccioli
Ruben Riccioli (Roma, 9 febbraio 1992) è un ex rugbista a 15 italiano attivo nel ruolo di terza linea. Dopo il suo ritiro diventa direttore sportivo al S.S. Lazio.

## Biografia
Nato a Roma iniziò a giocare a rugby a 11 anni, nipote di uno dei fondatori della S.S. Lazio, entrò a far parte del club bianco-celeste e nel 2010 fu selezionato per l'Accademia FIR, successivamente venne convocato in nazionale under-20 con cui partecipò, nel 2011 e 2012, al Sei Nazioni di categoria e al Campionato mondiale giovanile di rugby. Nel frattempo fece il suo esordio con il club capitolino nel corso della stagione 2011-12. Durante il suo ultimo anno nella capitale venne selezionato come permit player per le Zebre e con cui esordì il 15 febbraio 2015 in casa con il Glasgow Warriors, a fine stagione collezionerà altre 3 presenze. In estate si trasferì a Mogliano.
Per completare gli studi in economia, nel 2017 si trasferì al Verona e partecipare al vittorioso campionato cadetto che decretò la prima promozione in massima serie degli scaligeri e il titolo di campione d'Italia di Serie A.
Nominato capitano, il ritorno in TOP12 risultò beffardo: a fine stagione terminarono agli ultimi due posti proprio il Verona e la Lazio. Il risultato finale del play-out diede ragione ai bianco-celesti e il Verona fu retrocesso dopo solo una stagione in TOP12.